# William Lescaze
William Lescaze (Onex, 27 marzo 1896 – New York, 9 febbraio 1969) è stato un architetto svizzero.

## Biografia

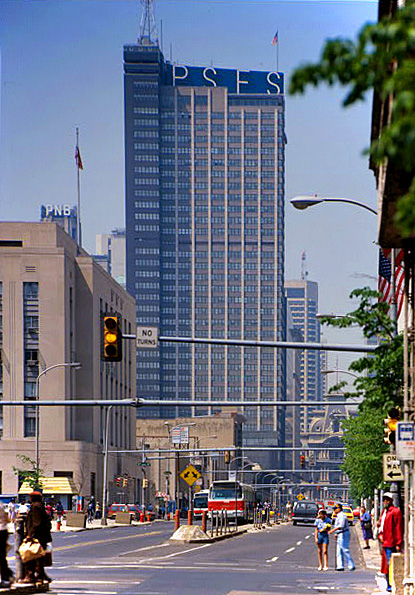
Philadelphia Savings Fund Society, Filadelfia

Nel 1919 aveva conseguito la laurea al Politecnico federale di Zurigo, studiando sotto la guida di Karl Moser, uno dei precursori del Movimento Moderno; nel 1920 era emigrato negli Stati Uniti d'America. 
Per un certo periodo aveva lavorato presso lo studio di architettura di Hubbell & Benes a Cleveland, Ohio, e nel 1923 aprì il proprio studio a New York. Nel 1929 su invito dell'architetto George Howe, con studio a Filadelfia, nacque il sodalizio dello studio Howe & Lescaze. 
Nel 1930 i due architetti furono invitati a proporre una configurazione ideale per il nuovo edificio per il Museum of Modern Art di New York, in quell'occasione produssero diversi schemi, trovando varie soluzioni per portare luce nelle gallerie.
Tuttavia la loro realizzazione più importante fu il geniale edificio della Philadelphia Saving Fund Society Buiding del 1932, a Filadelfia, la struttura che progettarono non è considerata solo la cosa più bella dello skyline di Filadelfia ma anche il più grande grattacielo dell'International Style in America, caratterizzato da uno stile razionalista, con la pianta libera e la facciata a lastre piane, seguendo la scuola di Louis Sullivan.
Il suo contributo stilistico rientrò nell'ambito funzionalista, evidenziando rotture con la tradizione statunitense.

## Progetti principali
- 1929: Oak Lane Country Day School, Blue Bell, Pennsylvania, USA;
- 1930: Field House,  New Hartford, Connecticut, USA;
- 1932: High Cross House, Dartington Hall, Devon, UK;
- 1932: Philadelphia Saving Fund Society (PSFS), (attualmente: Loews Philadelphia Hotel) Filadelfia,[4];
- 1934: Roy Spreter Studio, Filadelfia, USA;
- 1934: William Lescaze House and Office, New York, USA[5];
- 1935: Kramer House, New York, USA;
- 1936: Magnolia Lounge, Dallas, USA;
- 1937: Alfred Loomis house, Tuxedo Park, New York, USA;
- 1938: CBS Columbia Square Studios, Los Angeles, USA;
- 1938: Williamsburg Houses, Brooklyn, New York, USA;
- 1960: Manhattan Civil Court, Civic Center, Manhattan, New York, USA[6];
- 1963: Brotherhood in Action Building (attualmente: David M. Schwartz Fashion Education Center, Parsons The New School for Design), New York, USA.